# Hertugdømmet Preussen
Hertugdømmet Preussen ((tysk): Herzogtum Preußen; (latin): Ducatus Prussiae; (polsk): Prusy Książęce; (litauisk): Prūsijos kunigaikštystė) var et hertugdømme i den østlige del af Preussen fra 1525–1701. Det var den første protestante (luterske) stat, med en overvejende tysk talende befolkning, med minoriteter af polakker og preussike litauere. I gamle teksater og på latin refererer termen Prut(h)enia både til hertuglige Preussen, dets vestlige nabo kongelige Preussen og deres fælles forgænger Den Tyske Ordensstat. Desuden den første protestantiske stat, som allerede i 1612 skiftede fra den julianske kalender til den gregorianske kalender.
I 1525, under Reformationen, sekulariserede Stormesteren af den Tyske Orden, Albert, ordenes preussike territorie, og blev Albrecht af Preussen. Hans hertugdømme, der havde hovedstad i Königsberg (Polsk: Królewiec, nu Kaliningrad), blev etableret som len til Kongeriget Polen. Det gik i arv til kurfyrsterne af slægten Hohenzollern fra Brandenburg i 1618; denne personalunion kaldes Brandenburg-Preussen. Frederick William, den "store" af Brandenburg, opnåede fuld suverænitet over territoriet i Wehlautraktaten fra 1657, og dette blev gentaget i 1660 ved Freden i Oliwa. Hertugdømmet Preussen blev ophøjet til kongeriget Preussen i 1701.